# Regulovaná veličina
Regulovaná veličina (anglicky process variable, process value, process parameter) je základní proměnná popisující aktuální stav řízeného procesu. Příkladem může být teplota pece. Aktuální teplota se nazývá regulovaná veličina, zatímco požadovaná teplota se nazývá referenční hodnota.
Měření regulované veličiny je důležité v řídicích procesech. Regulovaná veličina je dynamická vlastnost procesu, která se může rychle měnit. Přesné měření regulované veličiny je důležité pro udržení přesnosti procesu. Existují čtyři obvykle měřené proměnné, který ovlivňují chemické a fyzikální procesy: tlak, teplota, úroveň hladiny a rychlost proudění.